# 피엑새매키

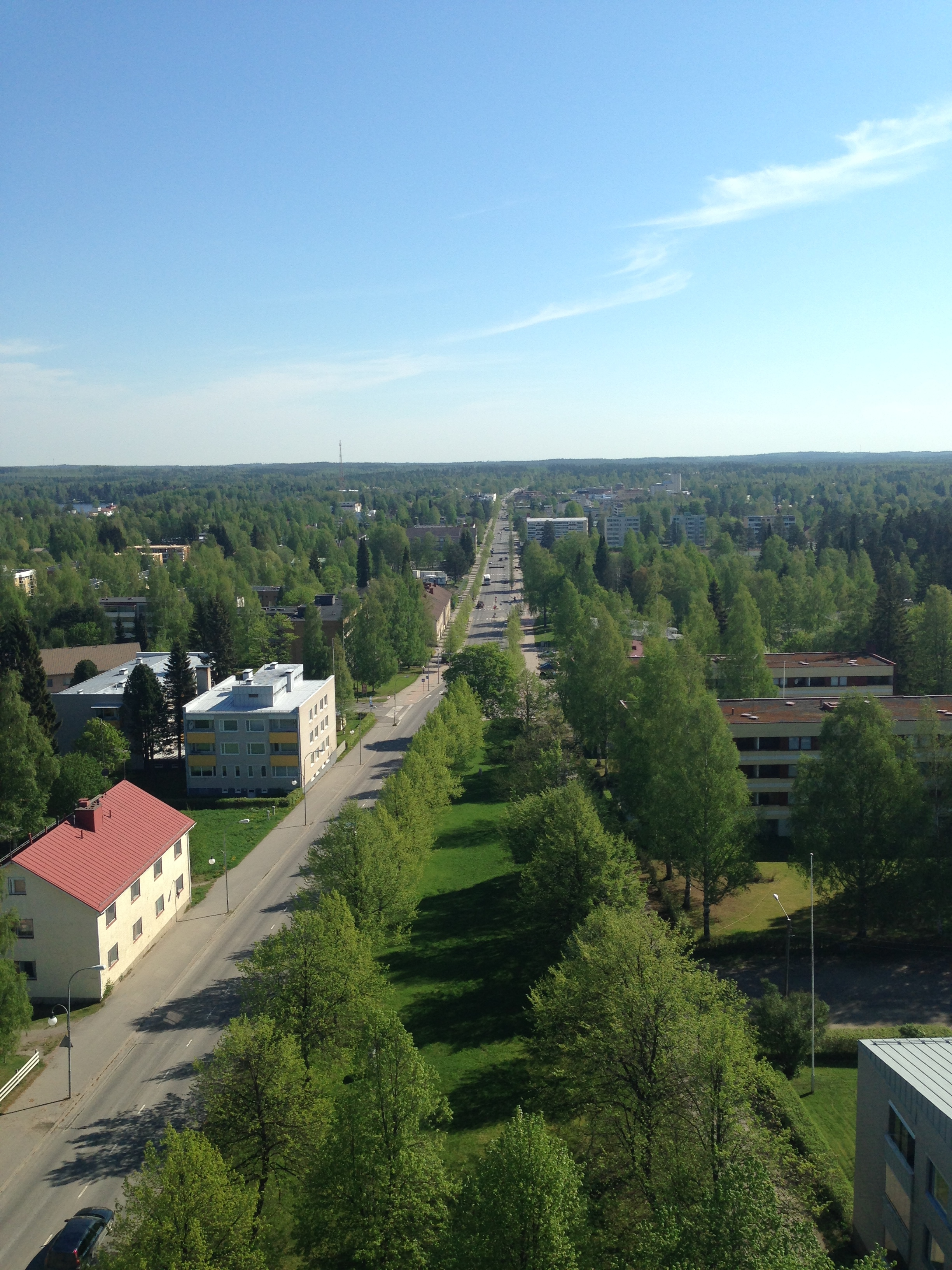
피엑새매키

피엑새매키의 위치

피엑새매키(핀란드어: Pieksämäki)는 핀란드 남사보 지역에 위치한 도시로 면적은 1,568.61km2, 인구는 18,712명(2016년 3월 31일 기준), 인구 밀도는 11.92명/km2이다.

시 문장

## 자매 도시
- 덴마크 포보르미트퓐 시
- 스웨덴 팔켄베리
- 헝가리 죈죄시
- 노르웨이 포르스그룬
- 러시아 슈야